# Uvariopsis submontana
Uvariopsis submontana är en kirimojaväxtart som beskrevs av Kenfack, Gosline och Roy Emile Gereau. Uvariopsis submontana ingår i släktet Uvariopsis och familjen kirimojaväxter. IUCN kategoriserar arten globalt som starkt hotad. Inga underarter finns listade i Catalogue of Life.